# High School Musical (musical)
High School Musical es la adaptación teatral de la película homónima de Disney Channel. Producido por Disney Theatrical, el espectáculo cuenta con libreto de David Simpatico y canciones de Matthew Gerrard, Robbie Nevil, Ray Cham, Greg Cham, Drew Seeley, Randy Petersen, Kevin Quinn, Andy Dodd, Adam Watts, Bryan Louiselle, David N. Lawrence, Faye Greenberg y Jamie Houston. El libreto sigue el mismo argumento que el guion original de Peter Barsocchini, aunque presenta algunos cambios en el orden de las canciones e incluye nuevos números musicales.
El estreno mundial se produjo en 2007 en Estados Unidos y desde entonces la obra ha sido puesta en escena por numerosas compañías profesionales y grupos de teatro escolar en diferentes países.

## Producciones

### Estados Unidos
Antes de comenzar la gira por Estados Unidos, High School Musical tuvo su première profesional en el Fox Theatre de Atlanta, donde se representó entre el 12 y el 28 de enero de 2007 por la compañía Theater of the Stars.
El tour nacional arrancó el 29 de mayo de 2007 en el Benedum Center de Pittsburgh, estrenándose oficialmente el 1 de agosto de ese mismo año en el LaSalle Bank Theatre de Chicago. El montaje contó con dirección de Jeff Calhoun, quien también había estado al frente de la puesta en escena de Theater of the Stars, coreografía de Lisa Stevens, diseño de escenografía de Kenneth Foy, diseño de vestuario de Wade Laboissonniere, diseño de iluminación de Kenneth Billington, diseño de sonido de Duncan Robert Edwards y supervisión musical de Bryan Louiselle.
El elenco estuvo liderado por John Jeffrey Martin como Troy Bolton, Arielle Jacobs como Gabriella Montez, Chandra Lee Schwartz como Sharpay Evans, Bobby List como Ryan Evans, Shakiem Evans como Chad Danforth, Shaullanda Lacombe como Taylor McKessie, Ellen Harvey como Ms. Darbus, Ron Bohmer como Entrenador Bolton, Michael Mahany como Jack Scott, Olivia Oguma como Kelsi Nielsen, Ben Thompson como Zeke Baylor y Lizzie Weiss como Martha Cox.
Aunque en un principio estaba previsto que la producción se despidiese en el Fox Theatre de Atlanta, el mismo escenario que la había visto nacer, finalmente la última función tuvo lugar el 3 de agosto de 2008 en el Capitol Theatre de Salt Lake City.

### España
Producida por Stage Entertainment en asociación con Disney Theatrical, la gira española de High School Musical se estrenó el 21 de febrero de 2008 en el Teatro Auditorio de Roquetas de Mar. El equipo creativo estuvo formado por Ariel del Mastro en la dirección y el diseño de iluminación, Maite Marcos en la coreografía, Kenneth Foy en el diseño de escenografía, Wade Laboissonniere en el diseño de vestuario, Gastón Briski en el diseño de sonido, Santiago Pérez en la supervisión musical y Alfonso Casado en la dirección musical. El libreto fue traducido por Zenón Recalde, mientras que las letras de las canciones fueron adaptadas al castellano por Alicia Serrat.
Para encontrar al elenco español se invirtieron cuatro meses en las audiciones, por las que pasaron más de 5 000 aspirantes. Una vez elegidos los intérpretes se llevó a cabo un workshop de ocho semanas para completar su formación, ya que, debido a su juventud, para la mayoría de ellos High School Musical suponía su debut en un montaje de gran formato. El reparto seleccionado estuvo encabezado por Daniel Diges como Troy Bolton, Macarena García como Gabriella Montez, Ana San Martín como Sharpay Evans, David Moreno como Ryan Evans, Ricardo Nkosi como Chad Danforth, Mireia Mambo como Taylor McKessie, Nieves Val León como Ms. Darbus, Nando González como Entrenador Bolton, José Carlos Campos como Jack Scott, Talía del Val como Kelsi Nielsen, Sergio Wolbers como Zeke Baylor y Malia Conde como Martha Cox.
La gira de High School Musical concluyó el 29 de marzo de 2009 en el Teatro Olympia de Valencia, después de más de un año recorriendo las principales ciudades españolas, incluyendo una parada en el Teatro Lope de Vega de Madrid entre el 24 de septiembre de 2008 y el 11 de enero de 2009, y dos breves estancias en el Teatre Tívoli de Barcelona, una entre el 28 de enero y el 1 de febrero de 2009, y otra entre el 4 y el 8 de marzo de 2009. En total, la producción fue vista por más de 200 000 espectadores durante las cerca de 400 funciones que se llevaron a cabo.

### Otras producciones
High School Musical se ha representado en numerosos países a lo largo de todo el mundo, incluyendo Australia, China, Corea del Sur, España, Estados Unidos, Irlanda, Italia, Japón, Países Bajos, Reino Unido, Sudáfrica y Suecia.
La gira por Reino Unido arrancó el 24 de enero de 2008 en el Churchill Theatre de Bromley, de la mano de Stage Entertainment y Disney Theatrical. Debido a la gran acogida del público, una segunda producción en paralelo pudo verse en el Hammersmith Apollo de Londres entre el 5 de julio y el 31 de agosto de 2008.
Para el estreno en Sudáfrica en 2008, los protagonistas fueron seleccionados a través de un talent show emitido por el canal de televisión M-Net. Tras su paso por Ciudad del Cabo y Johannesburgo, el montaje viajó a China, donde estuvo en cartel en el Grand Theatre de Shanghái entre el 30 de junio y el 19 de julio de 2009.
Australia es el único país donde se ha estrenado la versión teatral de High School Musical en el que no ha sido un éxito. Debido a la baja venta de entradas, el cierre de la temporada en Sídney tuvo que ser adelantado y el tour nacional previsto fue cancelado.

## Secuela
La película High School Musical 2 también cuenta con su propia adaptación teatral, que desde 2008 ha sido representada por numerosas agrupaciones escolares en Estados Unidos. El primer montaje profesional fue una gira británica producida por Stage Entertainment y Disney Theatrical que dio comienzo el 26 de agosto de 2009 en el New Wimbledon Theatre de Londres y finalizó el 2 de enero de 2010 en el New Alexandra Theatre de Birmingham. La versión escénica de High School Musical 2 también incluye nuevas canciones y, además, recupera el tema «Hummuhummunukunukuapua'a», que había sido descartado de la película original.

## Personajes
| Atletas           | |
| Troy Bolton       | Capitán del equipo de baloncesto del East High School. Guapo y educado, tiene a todas las chicas locas por él, pero solo una ha robado su corazón: Gabriella.                                                                                             |
| Chad Danforth     | El mejor amigo de Troy. Es su compañero de equipo y su gran confidente, hasta que descubre la pasión de Troy por la música y es incapaz de comprender que para su amigo haya algo más importante que el baloncesto.                                       |
| Zeke Baylor       | Jugador del equipo de baloncesto con una pasión secreta por la repostería. Está enamorado de Sharpay. |
| Empollones        | |
| Gabriella Montez  | Una chica simpática, inteligente y estudiosa cuyo fuerte son las ciencias, aunque cuando descubre su pasión por la música todo cambia para ella. |
| Taylor McKessie   | Líder del club de ciencia del East High School y la primera amiga que Gabriella hace al llegar al instituto. Tiene bastantes prejuicios contra las aficiones de otros al margen del estudio y le cuesta comprender la pasión de su amiga.                 |
| Martha Cox        | Empollona con una pasión secreta por el hip hop y el baile en general. |
| Kratnoff          | Empollón que está en contra de la afición por el baile de Martha. |
| Artistas          | |
| Sharpay Evans     | Presidenta del club de teatro del East High School. Está dispuesta a todo para conseguir el papel protagonista en el musical de invierno, algo que ha hecho desde la guardería. Es egocéntrica, mandona y creída, pero, como todos, tiene su corazoncito. |
| Ryan Evans        | Hermano de Sharpay y también su mayor fan. Siempre a la última moda, disfruta actuando con su hermana y ayudándola a desarrollar sus perversos planes. |
| Kelsi Nielsen     | La compositora del musical del instituto. Sharpay y su hermano intentan cambiar todas sus canciones, pero Kelsi encuentra en Troy y Gabriella a los intérpretes perfectos para su obra.                                                                   |
| Skaters           | |
| Ripper            | Líder de la pandilla de skaters que en secreto toca el chelo. |
| Mongo             | Miembro de la pandilla de skaters, colega de Ripper. |
| Otros estudiantes | |
| Jack Scott        | Locutor de radio del East High School, conocido como «La niebla de terciopelo». |
| Adultos           | |
| Ms. Darbus        | Profesora de interpretación del East High School y responsable del musical del instituto. Le encanta el teatro e intentará transmitir esta pasión a sus alumnos.                                                                                          |
| Entrenador Bolton | Profesor de gimnasia y entrenador del equipo de baloncesto del East High School. Es el padre de Troy. |
| Ms. Tenny         | Profesora de química del East High School. |

## Números musicales
| Acto I                                 |                                   |
| Título original                        | Título en España                  |
| «Wildcat Cheer»                        | «Himno de los Wildcats»           |
| «Start of Something New»               | «Que todo empieza aquí»           |
| «Get'cha Head in the Game»             | «Piensa solo en jugar»            |
| «Get'cha Head in the Game (Reprise)»   | «Piensa solo en jugar (Reprise)»  |
| «Auditions»                            | «Audiciones»                      |
| «What I've Been Looking For»           | «Aquello que buscaba»             |
| «What I've Been Looking For (Reprise)» | «Aquello que buscaba (Reprise)»   |
| «Cellular Fusion» (a)                  | «Fusión de móviles»               |
| «Stick to the Status Quo»              | «Quédate en tu lugar»             |
| Acto II                                |                                   |
| Título original                        | Título en España                  |
| «I Can't Take My Eyes Off of You» (b)  | «No aparto mis ojos de ti»        |
| «Wildcat Cheer (Reprise)»              | «Himno de los Wildcats (Reprise)» |
| «Counting on You» (a)                  | «Depende de ti»                   |
| «When There Was Me and You» (c)        | «Pensando en ti y en mí»          |
| «Start of Something New (Reprise)»     | «Que todo empieza aquí (Reprise)» |
| «We're All in This Together»           | «Formamos un equipo»              |
| «Bop to the Top»                       | «Hay que llegar»                  |
| «Breaking Free»                        | «Nuestra libertad»                |
| «We're All in This Together (Reprise)» | «Formamos un equipo (Reprise)»    |
| «Megamix»                              | «Megamix»                         |

(a) Las canciones «Cellular Fusion» y «Counting on You» fueron compuestas expresamente para la versión teatral.
(b) «I Can't Take My Eyes Off of You», que no se incluyó en la película de Disney Channel pero sí en la edición de la banda sonora, fue recuperada para la adaptación a los escenarios, aunque interpretada únicamente por Troy y Gabriella, mientras que en la versión original también participaban Sharpay y Ryan.
(c) En la versión teatral, «When There Was Me and You» se convierte en un dueto entre Gabriella y Troy, al contrario que en la película, donde era interpretada por Gabriella en solitario.

## Repartos originales
| Personaje         | Gira en EE. UU. (2007) | Gira en Reino Unido (2008) | Gira en España (2008) | Londres (2008)        |
| Troy Bolton       | John Jeffrey Martin    | Ashley Day                 | Daniel Diges          | Mark Evans            |
| Gabriella Montez  | Arielle Jacobs         | Lorna Want                 | Macarena García       | Claire-Marie Hall     |
| Sharpay Evans     | Chandra Lee Schwartz   | Helen George               | Ana San Martín        | Rebecca Faulkenberry  |
| Ryan Evans        | Bobby List             | Lee Honey-Jones            | David Moreno          | Michael Pickering     |
| Chad Danforth     | Shakiem Evans          | Carlton Connell            | Ricardo Nkosi         | Damian Winter-Higgins |
| Taylor McKessie   | Shaullanda Lacombe     | Hannah Levane              | Mireia Mambo          | Nadine Higgin         |
| Ms. Darbus        | Ellen Harvey           | Claire Machin              | Nieves Val León       | Letitia Dean          |
| Entrenador Bolton | Ron Bohmer             | Mark Dickson               | Nando González        | Norman Bowman         |
| Jack Scott        | Michael Mahany         | Richard Vincent            | José Carlos Campos    | Ben Nicholas          |
| Kelsi Nielsen     | Olivia Oguma           | Jennifer Tanarez           | Talía del Val         | Holly Taylor          |
| Zeke Baylor       | Ben Thompson           | Dominic Tribuzio           | Sergio Wolbers        | Dylan Turner          |
| Martha Cox        | Lizzie Weiss           | Cathryn Davies             | Malia Conde           | Laurie Scarth         |

## Grabaciones
Además de la banda sonora de la película original de Disney Channel, existen los álbumes grabados en sus respectivos idiomas por los elencos de España (2008) y Países Bajos (2009). Hasta la fecha no se ha editado ningún álbum en inglés de la versión teatral. 

## Premios y nominaciones

### Producción original española
| 2009 | Premio del Teatro Musical |                               |                     |          |
| 2009 | Premio del Teatro Musical | Mejor maquillaje y peluquería | Feliciano San Román | Nominado |
| 2009 | Premio del Teatro Musical | Mejor diseño de iluminación   | Ariel del Mastro    | Nominado |
| 2009 | Premio del Teatro Musical | Mejor actor                   | Daniel Diges        | Nominado |
| 2009 | Premio del Teatro Musical | Joven revelación              | Ana San Martín      | Nominada |
| 2009 | Premio del Teatro Musical | Joven revelación              | David Moreno        | Nominado |